# Macroclinidium
Macroclinidium es un género de plantas con flores perteneciente a la familia de las asteráceas.  Comprende 7 especies.

## Taxonomía
El género fue descrito por Carl Johann Maximowicz y publicado en Bulletin de l'Academie Imperiale des Sciences de St-Petersbourg 15: 375. 1871. La especie tipo es:  Macroclinidium robustum

## Especies
- Macroclinidium hybridum
- Macroclinidium koribanum
- Macroclinidium rigidulum
- Macroclinidium robustum
- Macroclinidium suzukii
- Macroclinidium trilobum
- Macroclinidium verticillatum